# 彭力·雲坦拿域安
彭力·雲坦拿域安（1962年3月8日—）是泰國電影導演和編劇，泰國電影新浪潮的推動者之一，擅長拍攝藝術電影。

## 導演作品
- 《死到臨頭唱生晒》（ฝันบ้าคาราโอเกะ，1997年）
- 《69兩頭鈎》（เรื่องตลก 69，1999年）
- 《走佬唱情歌》（มนต์รักทรานซิสเตอร์，2001年）
- 《宇宙只有我和你》（เรื่องรัก น้อยนิด มหาศาล，2003年）
- 《暗湧》（คำพิพากษาของมหาสมุทร，2006年）
- 《12:20》（全州國際電影節《三則對她說的情話》專題短片，2006年）
- 《寶奈兒》（พลอย，2007年）
- 《美少女》（นางไม้，2009年）

## 外部連結
- 彭力·雲坦拿域安在互联网电影资料库（IMDb）上的資料（英文）